# 哥德復興式建築

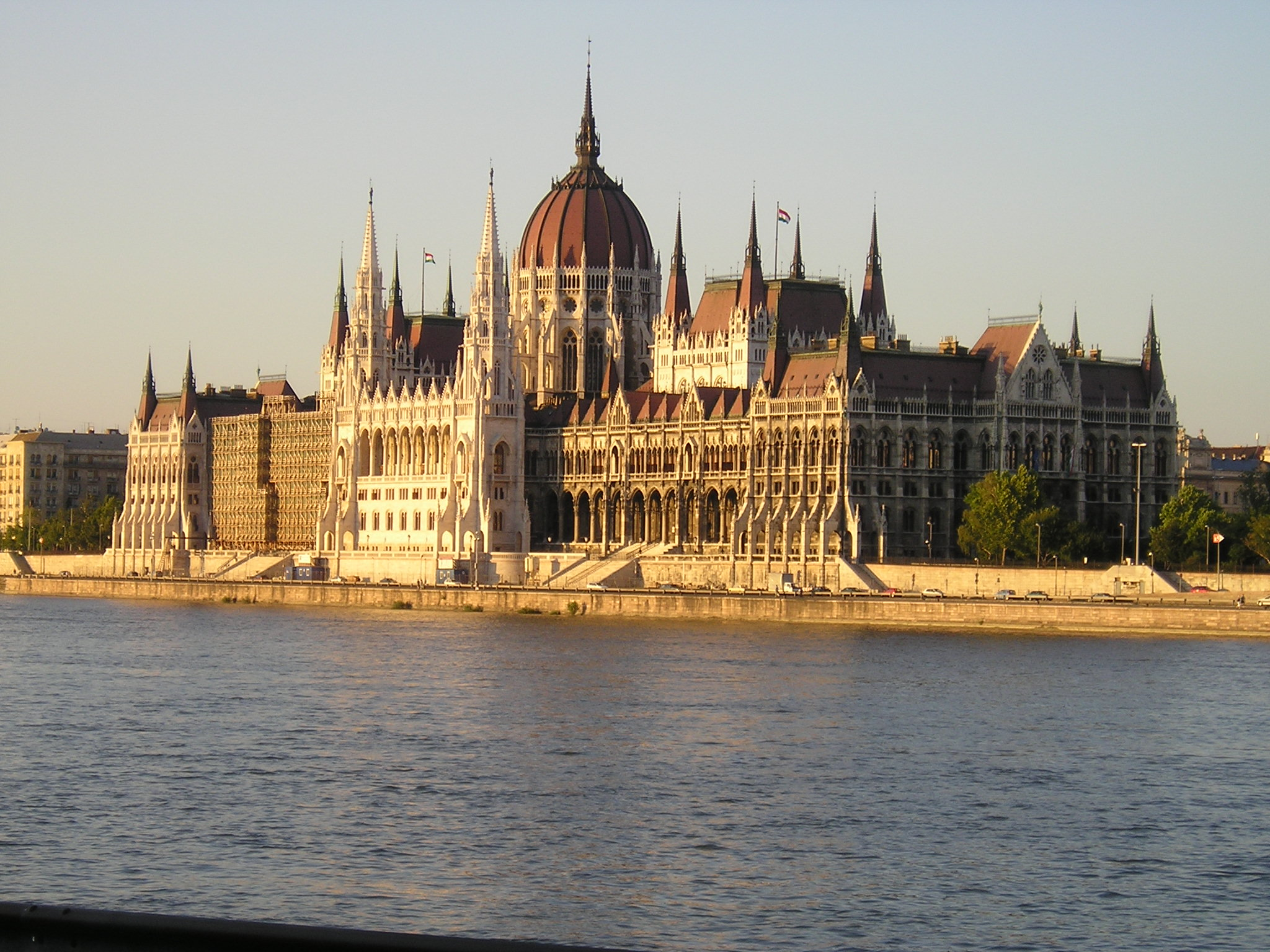
位於匈牙利首都布達佩斯的國會大廈，是新哥特式建築的代表之一

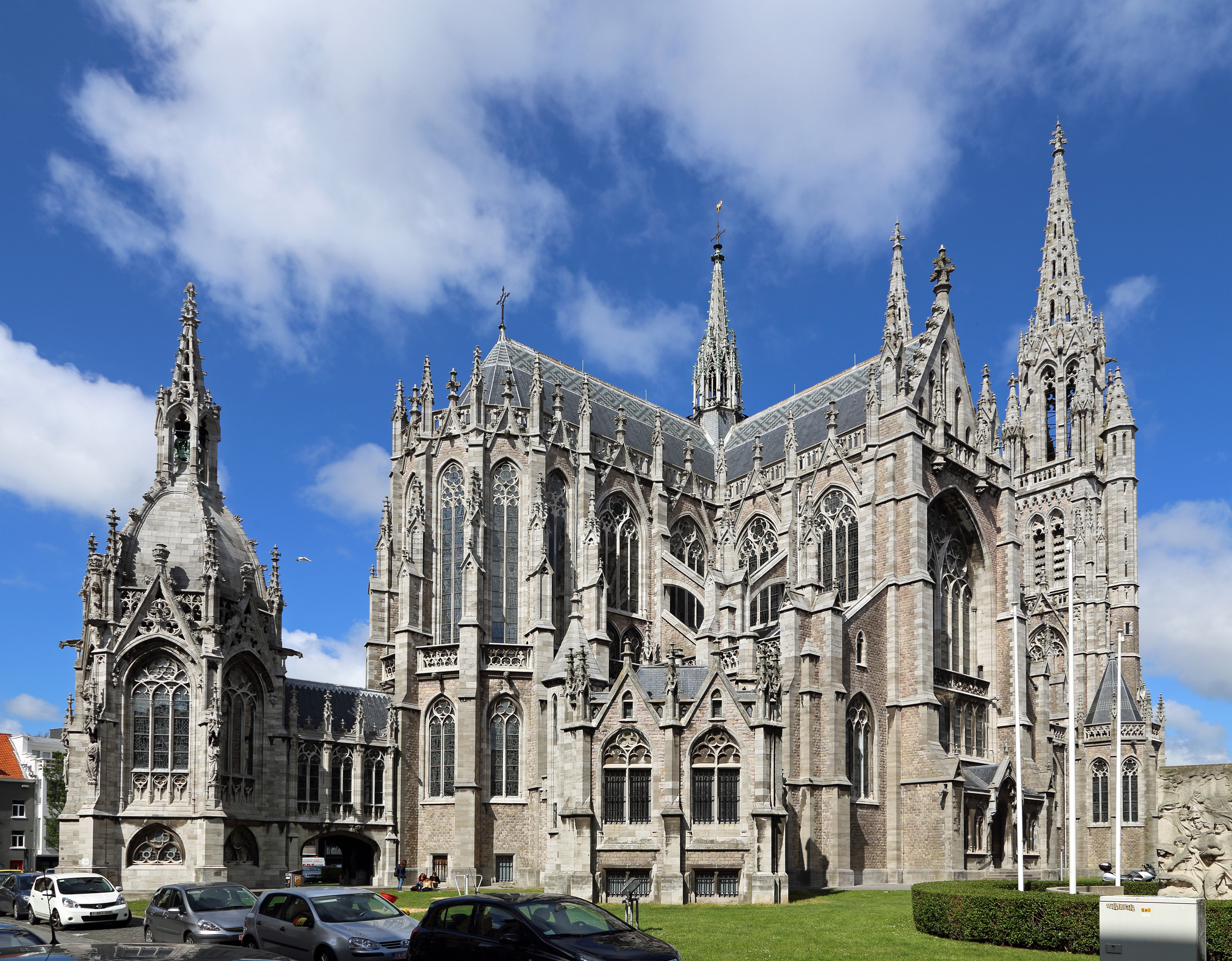
位於比利時奧斯坦德的聖伯多祿聖保祿堂，建於1899～1908年之間

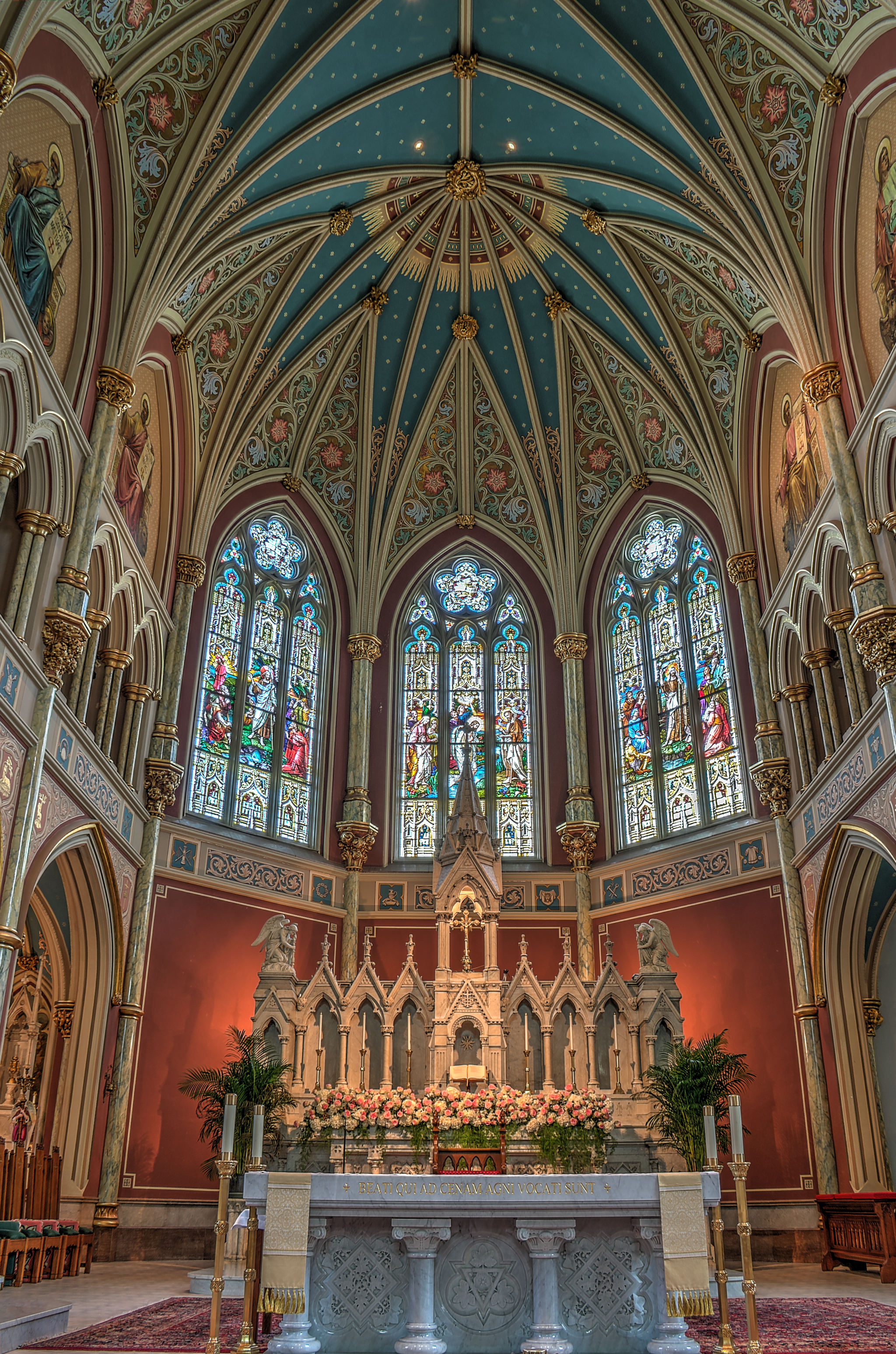
圣若翰洗者圣殿主教座堂，薩凡納（喬治亞州，美國）

哥德復興式（英語：Gothic Revival architecture），又譯哥特復興風格、維多利亞哥特式、新哥特式，是一種18–19世紀的歐式建筑风格，以往上削尖的屋頂和一節節的骨架外觀為特徵，上接新古典主義風格，下啟1890年的新藝術風格。
復興哥特式建築和真正的哥特式建築有差異，它們在裝飾風格上類似，而內部構造卻不同，新哥特式的風格可自成一派。哥特式和新哥特式建築最顯著的區別在於“建材”，新哥特以鋼骨架和鋼筋混凝土為支撐，而哥特以木結構和磚頭為支撐。新哥德式建築的審美受到“中世紀精神”的影響，它雖然借鑒了歐洲的中世紀建築，但不是完全複製，而是加強了其中的幾個元素，例如三角形窗、尖頂裝飾品、柳葉刀窗、滴水罩飾等。總體來說，新哥特式建築剔除了原本哥特式的宗教性，而增加了實用性。
新哥特式建築發源於1740年代的英格蘭。在19世紀初，當時歐洲主流的建築風格是新古典主義，但英國民間依然喜歡建造歐洲中世紀的哥德式建築，以補充新古典主義建築中所欠缺的繁複裝飾。恰逢英國爆發了1830年的“盎格魯大公主義”以及1833年的“牛津運動”，英國政府在這之後就順應民意，允許民間建造復古的哥特式建築，並將這些新的建築命名為“復興哥特式建築”。由於發源地在英國，所以造新哥特式建築造得最多的國家也是英國。
從19世紀開始，新型工業國家的建築師們也開始建造新哥特式建築，以此展現該國的工業化成果，例如比利時、匈牙利、美國，以及當時還是英國殖民地的加拿大和澳洲。到了19世紀中葉，哥德復興式已經成為西歐的代表建築風格之一。在整個19世紀以及20世紀初，大批新哥特式建築被建造出來，其數量在1870年代達到頂峰。然而，隨著新建築形式“新藝術風格”的出現，新哥特式建築在20世紀初期就迅速消亡了。到了20世紀中後期，西歐國家們出現了“修復古建築的熱潮”，1958年，英國率先成立了維多利亞協會，以修復英國本土的哥德復興式、愛德華式建築以及維多利亞式建築等風格。

## 哥特式建築在歐洲的復興

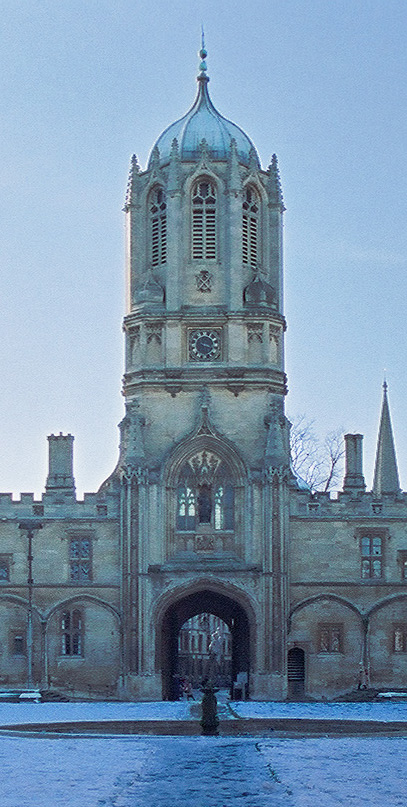
牛津大學基督堂學院，克里斯多佛·雷恩爵士的湯姆塔

哥德式建築被普遍認為是始於1140年的巴黎聖但尼聖殿，終結於16世紀初亨利七世禮拜堂。不過，哥德式建築並沒有完全消失，仍殘留在當時正進行的大教堂建築項目，以及英國、法國、西班牙、德國和波蘭立陶宛聯邦等地的鄉郊地區教堂建築項目，如1646年在博洛尼亞，巴洛克建築師卡羅·拉伊納爾迪為始建於1390年的圣白托略大殿興建的哥德式拱頂（完成於1658年）。同樣地，17世紀後期哥德式建築在市區如牛津和劍橋保存下來，如克里斯多佛·雷恩爵士的湯姆塔。
18世紀中葉，隨着浪漫主義崛起，具影響力的鑑識家對中世紀重新探索，從欣賞的角度研究特定的中世紀藝術，例如教堂建築、皇家和名人墓碑、彩色玻璃和哥德式手稿；其他哥德式藝術卻仍被視為野蠻和粗糙，如掛毯和金屬製品。早期的哥德復興，除了純美學角度，亦滲入了民族主義，因為其復興使人聯想起民族的歷史人物事跡。

## 浪漫主義與民族主義

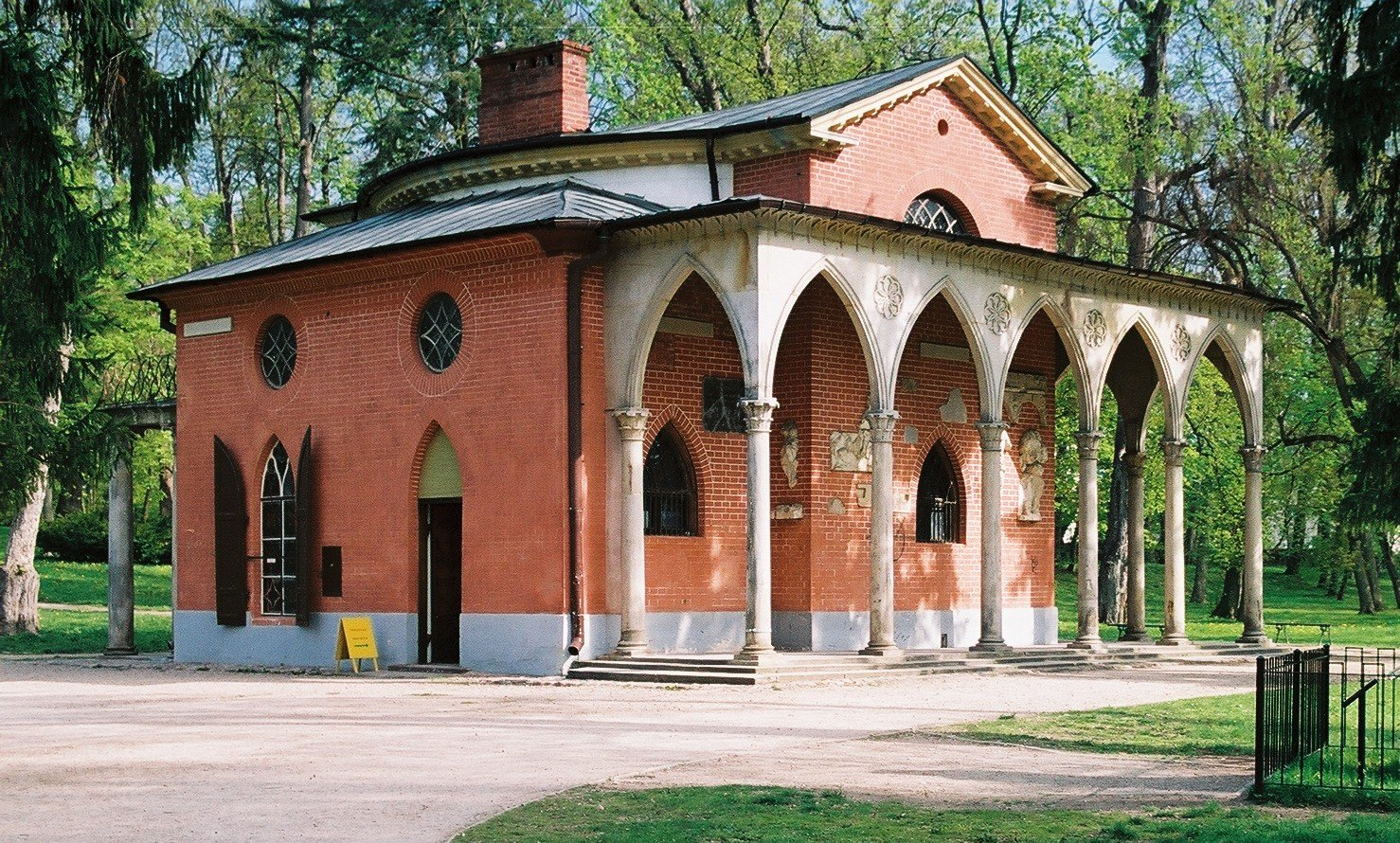
普瓦維的哥德樓，1800－09年

法國的新哥德式建築始於1780年代後期的「英國熱」。1816年，當法國學者亞歷山大·德·拉博爾德稱：「哥德式建築自有其美麗」時，新哥德式對法國讀者來說仍是新思想。1828年開始，塞弗爾產國營瓷器廠為德勒的路易-菲利普皇家小教堂生產印有琺瑯繪畫的平板玻璃，開始了法國新哥德式風格浪潮。

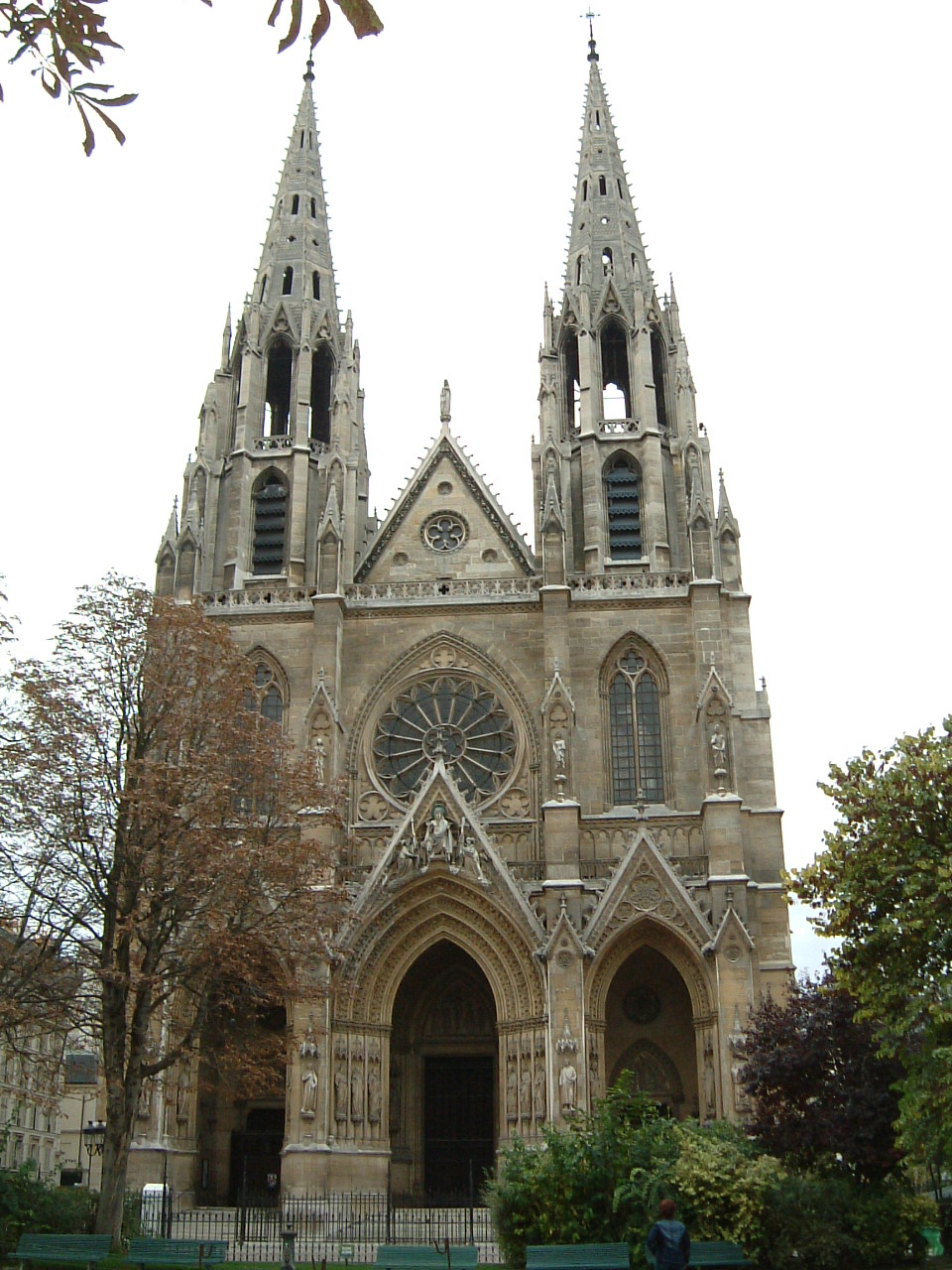
聖克羅蒂德聖殿，完成於1857年，巴黎

1831年，維克多·雨果發表，哥德式的聖母院在這部深受歡迎的小說中佔據重要位置。雨果試圖以其著作喚醒人們關注尚存的哥德式建築，而不是要復辟哥德式建築。同年，法國的新君主成立古蹟總檢查長一職，1833年由梅里美出任，後於1837年成為歷史紀念碑委員會的秘書。該委員會在1840年指示維歐勒·勒·杜克檢驗韋澤萊的修道院。在此之後，維歐勒·勒·杜克開始復修法國的象徵性建築，如巴黎聖母院、羅克塔亞德城堡等。法國首個重要的新哥德式教堂，巴黎的聖克羅蒂德聖殿於1846年開始建造，其建築師是來自德國的François-Christian Gau（1790年至1853年）。

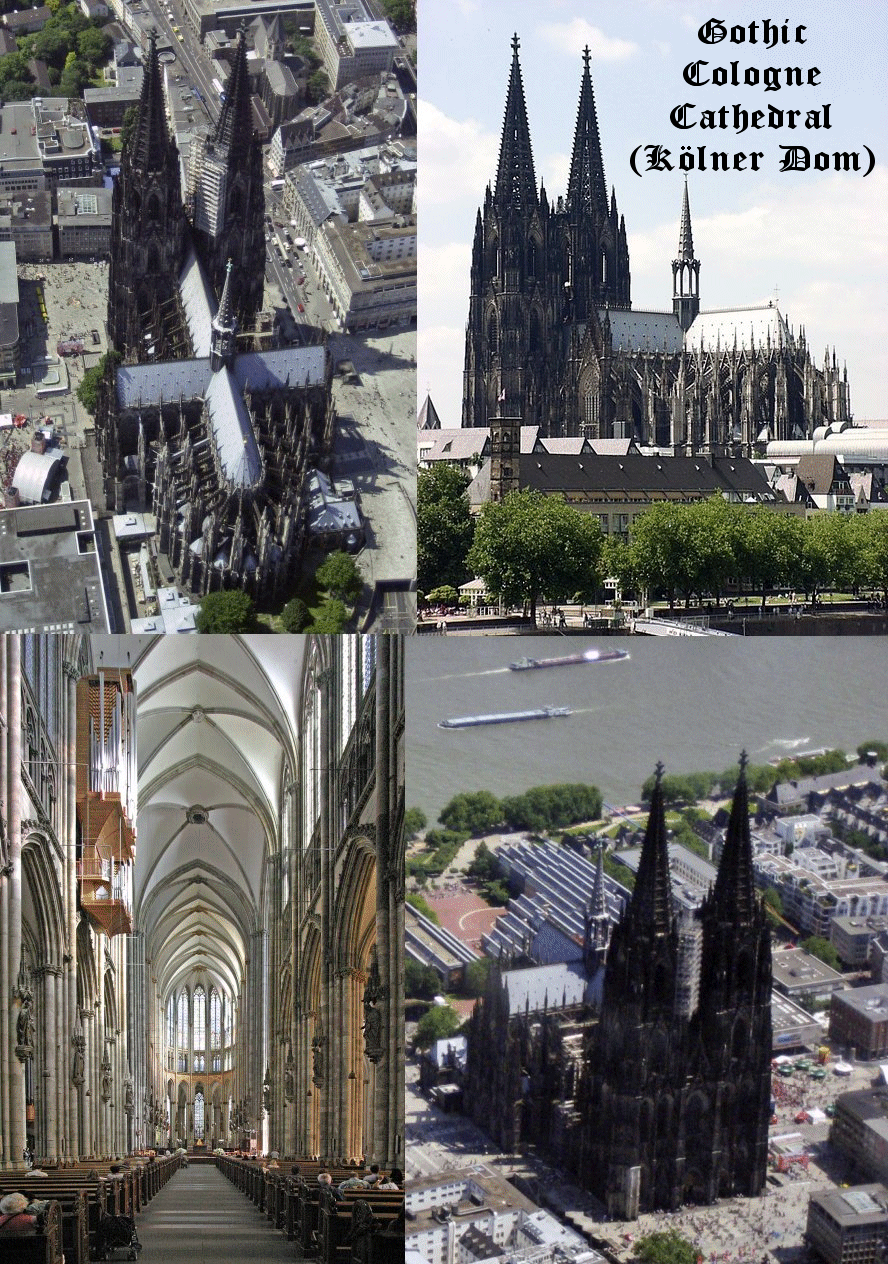
德國的科隆大教堂，在這棟建築開始建造的1248年流行古代哥特式建築，而在它完成時歐洲的流行已經變成了新哥特式建築了。該教堂高157米，中殿的高度為43米。

與此同時，在德國，要建成科隆大教堂的興趣重新燃起。1820年代的浪漫主義運動下，建築工作在1824年重新啟動，標誌着德國返回哥德式建築。
19世紀初，在浪漫民族主義影響下，日爾曼人、法蘭西人和英格蘭人，都聲稱12世紀時期的哥德式建築是源自其母國。當時的英格蘭人稱哥德式為「早期英格蘭（Early English）」風格，隱含著哥德式建築是英格蘭人創造的意思；雨果於1832年出版的中寫道「啟發，假如可以的話，愛護民族建築如同國家。（Inspirons, s'il est possible, à la nation l'amour de l'architecture nationale.）」隱含著哥德式建築是法蘭西人的民族遺產；而在德國，1880年代完成的科隆大教堂，為當時世界上最高的建築，被視為哥特式建築巔峰之作。

## 皮然、拉斯金與哥德式
1820年代後期，仍然是少年的奧古斯都·皮然已為兩名人設計哥德式奢侈品。他為皇家家具製造商Morel and Seddon為喬治四世的溫莎堡設計哥德式裝飾；他又從1828年起為皇家銀匠Rundell Bridge and Co.設計銀器，利用14世紀盎格魯-法式哥德風格。1821和1838年間，皮然和他的父親發表了一系列建築圖樣，至今仍被哥德式復興建築師奉為圭臬。
皮然最著名的建築是倫敦的威斯敏斯特宫，他於1836至1837年，以及1844年和1852年設計，古典風格派查爾斯·巴里一同設計。皮然設計外部裝修及內部，而巴里則設計建設的對稱佈局。
約翰·拉斯金在他兩部影響深遠的理論著作補充了皮然的思想：
1849年的建筑的七盏明灯和1853年的威尼斯之石。
約翰·拉斯金認為他在威尼斯找到他理想中的建築，並稱哥德式建築比其他建築優勝，又認為总督宫是“世界最重要的建築”。

## 教會建築

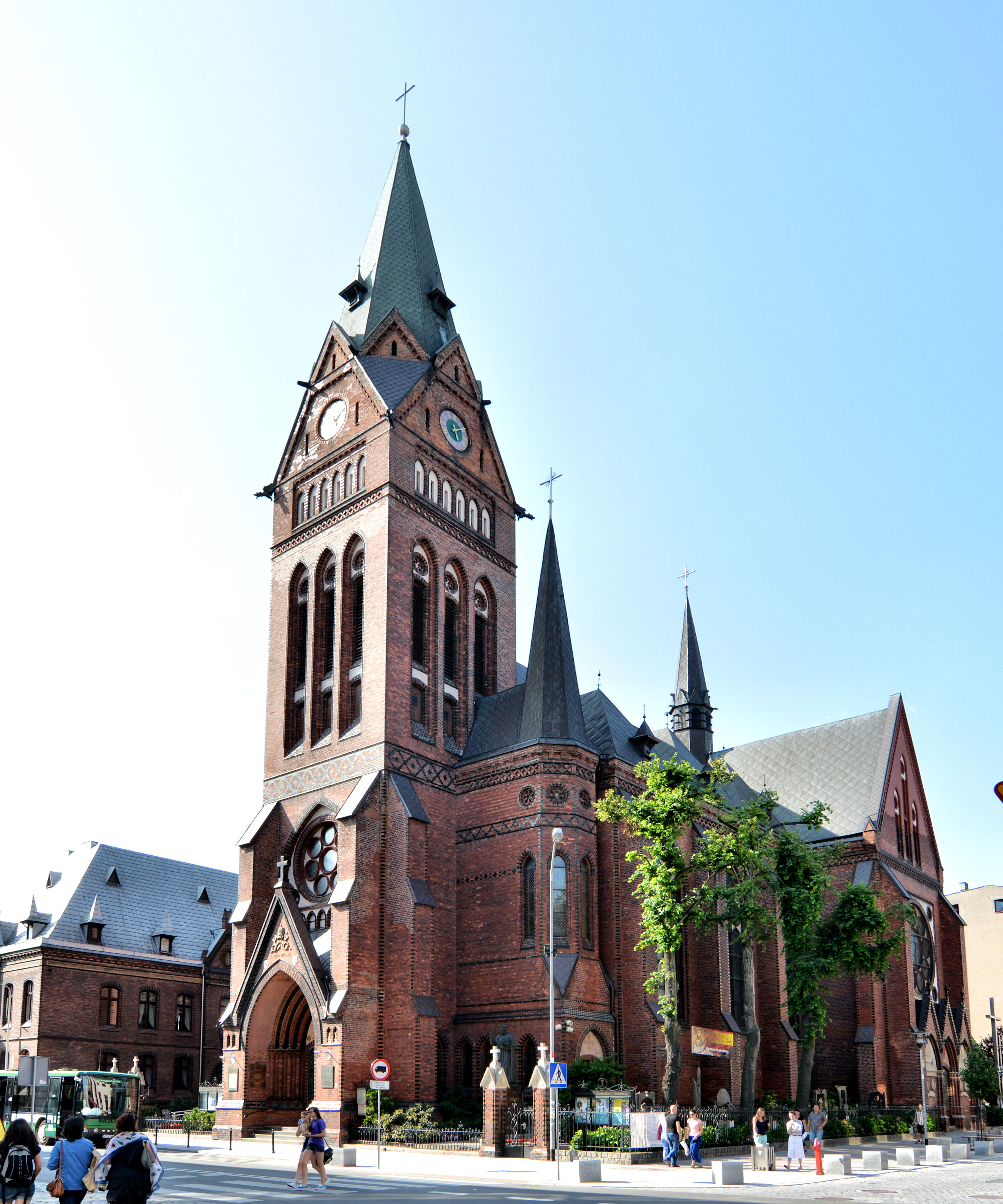
圣若翰洗者圣殿 (什切青), 波兰

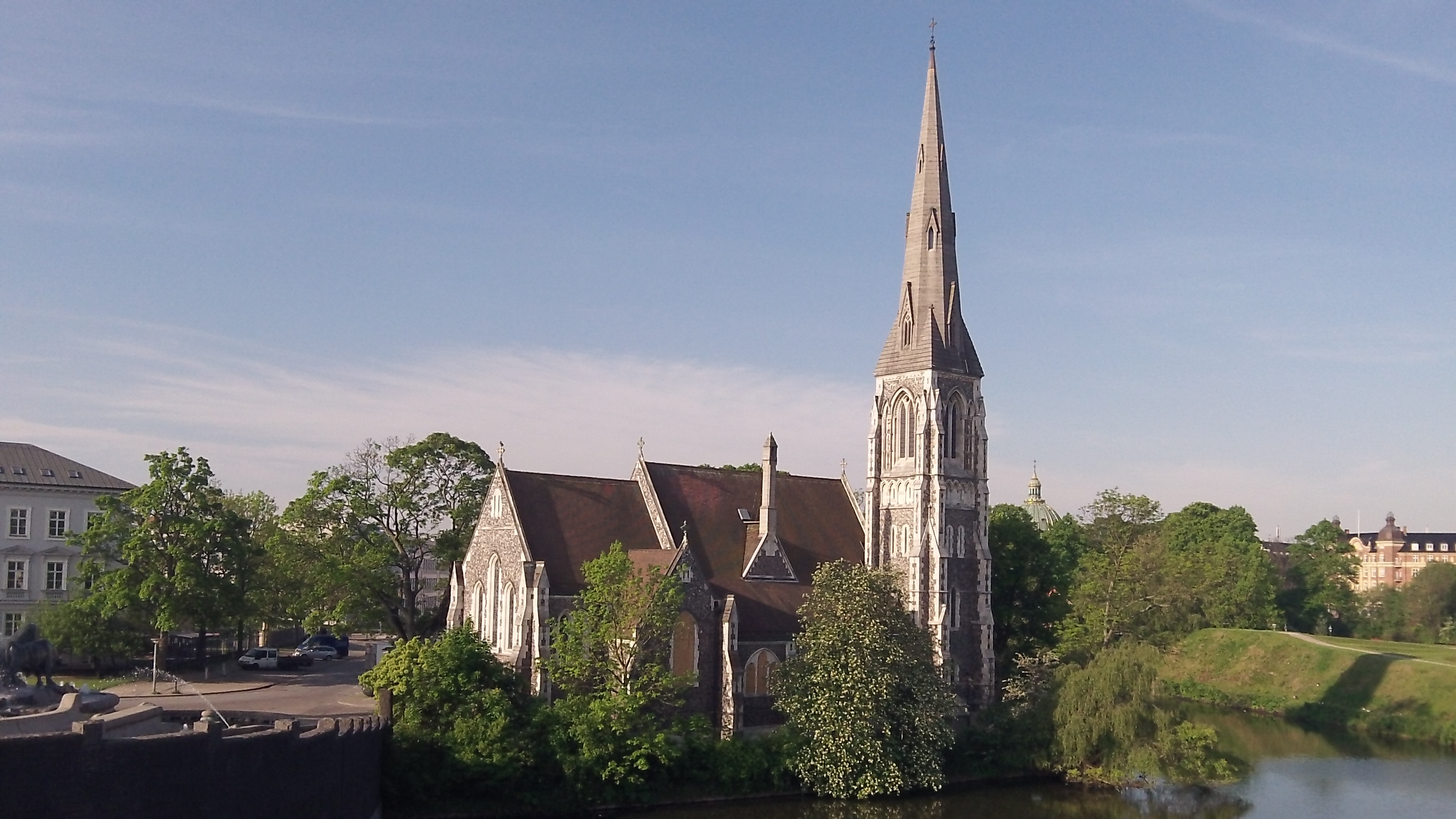
丹麥聖阿爾班教堂

在19世紀英格蘭，聖公宗正經歷以牛津運動形式出現的英國天主教（Anglo-Catholic）和儀式主義的思想復興。當時，教會需要興建大量教堂，以應付日益增加的人口。大學中正形成教會學運動，支持者認為哥德式是唯一適合教區教堂的建築風格，尤其鍾情於英式哥德建築。

## 維歐勒·勒·杜克和鐵造的哥德式建築

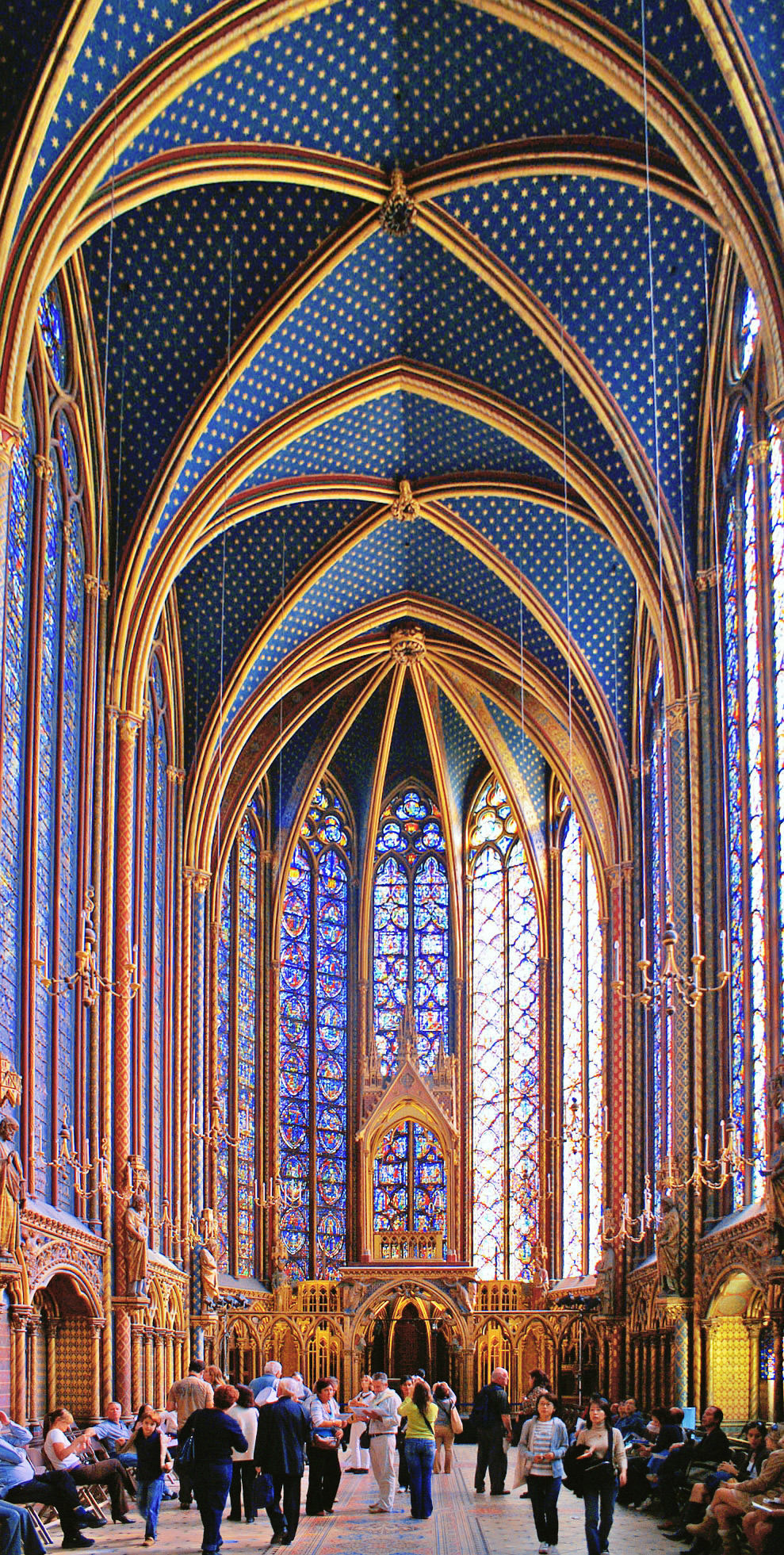
聖徒禮拜堂，由維歐勒·勒·杜克於19世紀復修

法國維歐勒·勒·杜克是深具影響力的建築師，擅長復修建築。他認為通過復修，可將建築物提升到比初建成時更完整的境界。他將這理論應用到卡尔卡松城牆、巴黎聖母院和聖禮拜堂的復修。在這方面，他與英國的拉斯金不同，因為維歐勒·勒·杜克會更換建築物的中世紀石工。他對哥德式採取理性態度，有別於哥德式復興的起源－浪漫主義。
在整個職業生涯，他始終困惑於鐵和磚石是否應該結合應用在建築物中。哥德式建築復興初期，鐵已在哥德式建築物中使用。不過，拉斯金和其他復古哥德式支持者認為，鐵不應該用於哥德式建築。隨着結合玻璃和鐵建成的水晶宮和牛津大學博物館庭院相繼建成，並成功以鐵表現哥德式風格，在19世紀中葉，否定鐵的思想開始消退。1863和1872年間，維歐勒·勒·杜克發表了一些結合鐵和磚石的大膽設計。雖然這些項目從來沒有落實，但影響了幾代設計師和建築師，特別是西班牙安東尼·高第、英格蘭Benjamin Bucknall等。

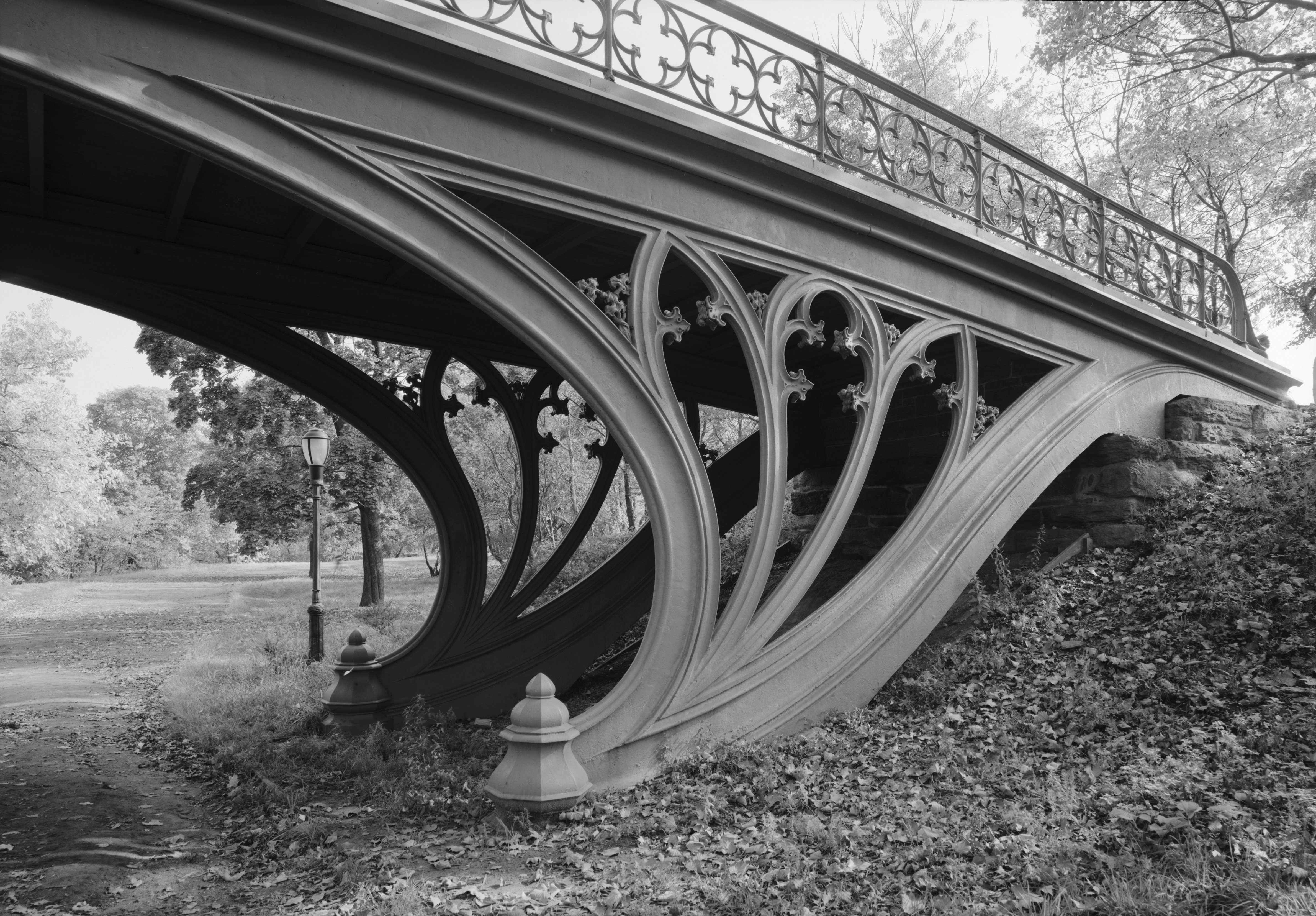
紐約中央公園

鐵的彈性和強度容許新哥德式的設計者，創造用石頭無法達成的新結構形式，例如卡弗特·沃克斯的紐約中央公園的鐵橋（1860年代）。Vaux採用了來自哥德式拱廊和窗花格的透雕細工，其風格預示了新藝術運動。
1872年，哥德復興在英國相當成熟，建築教授查理斯·洛克·伊斯特萊克出版了《哥德復興式建築的歷史》。不過要到1928年，第一本藝術歷史學界的專著《哥德復興式建築論文》才由藝術歷史學家肯尼斯·克拉克出版。

## 20世紀和之後
20世紀初，科技發明如燈泡、電梯、鋼造結構的出現，使得用笨重的磚石建成的建築顯得過時。鋼造結構取代了扇形肋穹頂和飛拱的非觀賞功能。一些建築師在鋼造結構中使用新哥德式的裝飾線條，例如卡斯·吉爾伯特的1913年伍爾沃斯大樓和雷蒙德·胡德的1922年芝加哥論壇報大樓。但是，20世紀上半葉，新哥德式漸被現代主義所取代。
儘管如此，哥德復興式風格仍有影響力，只因為許多具此風格的大規模項目在20世紀下半葉仍在施工中，如吉爾斯·吉爾伯特·斯科特的利物浦大教堂。在美國，詹姆斯·甘布爾·羅傑斯的重建耶魯大學校園項目，和查理斯·馬金尼斯的波士頓大學早期建築，使學院哥德式建築仍流行於美國的大學校園。拉爾夫·亞當斯·克拉姆成為美國哥德式建築的主導力量，他最宏大的建築項目有圣约翰座堂，以及普林斯頓大學的學院哥德式建築。
1930年代後，新的哥德興復式建築落成量急劇下降，但仍未絕跡。例如，1950年代末至2005年翻修的聖埃德蒙茲伯里座堂。在2002年，德米特里·波菲里奥斯被委託在普林斯頓大學設計一個新哥德式風格的學院宿舍，將被稱為惠特曼學院。

## 外部連結
- Basilique Sainte-Clotilde, Paris
- Canada by Design: Parliament Hill, Ottawa at Library and Archives Canada
- Books, Research and Information
- Proyecto Documenta's entries for neo-Gothic elements at the Valparaíso's churches